# Laurie Randolph
Laurie Randolph (geb. 1. Juni 1950 in Winston-Salem, North Carolina; gestorben 18. November 2021 in Berlin) war eine US-amerikanische klassische Gitarristin, Gambistin, Continuospielerin, Perkussionistin, Komponistin, Lyrikerin und Musikpädagogin. Sie lebte seit 1980 in Berlin.

## Leben und Wirken
Randolph schloss ihr Studium im Fach Konzertgitarre bei Jesús Silva Valdés (1914–1996) an der North Carolina School of the Arts 1974 mit einem Bachelor of Music ab. Anschließend studierte sie Viola da gamba bei Sarah Cunningham (* 1951) an der Akademie für Alte Musik Bremen sowie Barockgitarre bei Stephen Stubbs und erwarb einen weiteren Bachelor of Music sowie ein Zertifikat für Alte Musik. Meisterklassen absolvierte sie unter anderem bei Wieland Kuliken und Ulrike Kinast (Viola da gamba), Walter Waidosch (mittelalterliche Musik), Jakob Lindberg und Anthony Bailes (* 1947, Laute) sowie bei Abel Carlevaro, Andrés Segovia, Alirio Díaz und Turibio Santos. Weitere prägende Lehrer waren Cacho Tirao, Eduardo Falú, Raúl García Zárate und Sebastião Tapajós. Außerdem lernte sie arabische Perkussion bei Farhan Sabbagh (* 1948) sowie Gesang bei Ruthild Engert und Kathrin Freyburg.
Konzertreisen führten Randolph durch Europa, Kanada, USA und Südamerika sowie nach Süd-Korea, China, Japan, Taiwan, Australien und Neuseeland. Sie konzertierte sowohl als Solistin als auch in kammermusikalischen Besetzungen, so z. B. in Gitarren-Duo-Formationen mit Patrick Zeoli, Jaime Zenamon, Erich Heuer, mit der Flamenco-Gitarristin Anita Sheer („Mano a Mano“) mit der Flötistin Barbara Hill. Sie wirkte in zahlreichen Instrumentalformationen im Bereich Weltmusik mit, inklusive türkischer Musik, arabischer Musik, Klezmer und lateinamerikanischer Musik. Mit Barockgitarre und Viola da gamba spielte sie in verschiedenen Ensembles wie z. B. Ariadne Musica, Buon Tempo und Cappella Stravagante.
Ein wesentlicher Schwerpunkt ihrer Arbeit war die freie Improvisation. So gründete sie unter anderem das Projekt für freie Improvisation Out of Rail mit dem Bassisten Jack Lear.
Randolph wirkte als Lehrbeauftragte an der Musikhochschule Leipzig sowie neunzehn Jahre an der Hochschule der Künste Berlin (bis 1998) und war Assistentin bei den Meisterkursen von Abel Carlevaro. Außerdem unterrichtete sie Gitarre und Viola da gamba an der Leo Kestenberg Musikschule in Berlin, wo sie das Kindermusiktheater leitete.
Als Wettbewerbsjurorin war sie 2005 am Shen Young Conservatory of Music in China sowie 2010 beim Korean International Guitar Festival tätig.
Randolph wurde für zahlreiche Rundfunk- und TV-Aufzeichnungen international verpflichtet, darunter  BBC London und Belfast, Radio MEC Rio de Janeiro, Radio Nacional in Buenos Aires, RIAS Berlin, MBC und KBS in Südkorea, Radio Midi-Pyrénées, WETA Washington D.C., WNYC und WQXR in New York City, WFDD North Carolina, KOAK Oregon, WDPG-FM Ohio, sowie auch Televisione Recife Brazil, MBC TV and KBS-Fernsehen in Südkorea, Radio-Televisione Zagreb (heute Hrvatska radiotelevizija), KUDO und WSJS in den USA.
Randolph spielte eine 7-saitige Bass-Gambe von Jacob Heinrich Goldt (Hamburg) aus dem Jahr 1741, eine Diskant-Gambe von Bert Dekker (Vries, Niederlande) aus dem Jahr 2005, die Barock-Gitarre „Tielke“ von Frank-Peter/Markus Dietrich aus dem Jahr 1995 sowie eine klassische Gitarre von Rolf Eichinger aus dem Jahr 1983.

## Werke
Randolph komponierte bzw. verfasste zahlreiche Solostücke für Konzertgitarre und kammermusikalische Werke für Flöte und Gesang, etwa 50 politische Lieder und Texte, Gedichte, Musik-Theaterstücke sowie ein Libretto zur Oper A Vermilion Calm der Komponistin Keiko Fujiie, die im September 2020 in Breslau Premiere hatte.
Sie komponierte und leitete über 20 Musikproduktionen in Zusammenarbeit mit Berliner Musikschulen.

## Auszeichnungen
- 1971: 1. Preis: Chet Atkins International Guitar Festival, Knoxville in Tennessee, USA
- 1973: 4. Preis: Concorso Internazionale per Chitarra Classica, Alessandria, Italien
- 1974: 1. Preis: Lanchester International Guitar Festival, Coventry, England

## Diskografie
- Gitarrenmusik des 20. Jahrhunderts aus Lateinamerica. Gitarren Duo Laurie Randolph/Jaime Zenamón. 1983 EMI Electrola, LP
- 20th Century Romanticism. Laurie Randolph solo guitar, 1986 EMI Electrola, LP
- Höfische Lustbarkeiten. Social Dances from Renaissance to Biedermeier recorded by Ensemble Buon Tempo. (L.Randolph plays viola da gamba and baroque guitar.)
- El Trino del Diablo for solo violin, 12 instruments and soprano by Carlo Domeniconi. (L. Randolph plays viola da gamba.)
- Out of Rail. Free improvisations for acoustic instruments and electronic effects. Jack Lear, double bass and electronics, Laurie Randolph, guitar, gamba, harp, voice and percussion.
- Asni: 700 Years of Pop. Astrid Nielsch, historical harps. (L.Randolph, baroque guitar.)
- „50 Jahre schöne Musik“ volume 1: Guitar Duo Laurie Randolph, Erich Heuer play 3 works of Manuel de Falla…volume 2: Ensemble Collage (L. Randolph: gamba) play 5 works of the Spanish Renaissance.
- Übern Zaun Jebrüllt. Elke Querbeet, Cabaret, begleitet von Laurie Randolph (Gitarre) und Hartmut Wettges (Klavier)
- The Sea, and other compositions by Laurie Randolph. Kompositionen für Gitarre solo sowie Flöte und Gitarre. Mit Barbara Hill (Flöte)
- Carmen and other Surprises for Flute and Guitar. Compositions and arrangements by Laurie Randolph, played by Barbara Hill and Laurie Randolph
- Canta in Prato. Cappella Stravagante (Laurie Randolph plays Baroque Guitar and Viola da Gamba)
- „Dolci Canti“ Vol.II Cordatum&Compagni, Walter Waidosch (Laurie plays harp and baroque guitar)
- In plenissima gloria. Cappella Stravagante (Laurie Randolph plays Baroque Guitar)